# ビクトル・チュスト
ビクトル・チュスト・ガルシア（Víctor Chust García、2000年3月5日 - ）は、スペイン・バレンシア出身のサッカー選手。ラ・リーガ・カディスCF所属。ポジションはDF。U-21スペイン代表。

## クラブ経歴
2012年、バレンシアCFからレアル・マドリードのカンテラに移ると、2019年にBチームへと昇格。
2021年1月22日、コパ・デル・レイのCDアルコヤーノ戦でトップチームデビューを果たすと、2月9日のヘタフェCF戦でラ・リーガデビューを飾った。
2021年8月9日、カディスCFに1シーズンの契約でレンタル移籍することが発表された。
2021-22シーズン終了後の2022年7月6日、カディスへ4年契約で完全移籍することが発表された。